# Atari 520 ST
Atari 520 ST (520 ST / ST+ / STM) је кућни рачунар фирме Атари (Atari) који је почео да се производи у САД током 1985. године.
Користио је Motorola MC68000 микропроцесорску јединицу а RAM меморија рачунара је имала капацитет од 512 KB (520 ST/STM), до 1 MB (520 ST+). 
Као оперативни систем кориштен је TOS / GEM.

## Детаљни подаци
Детаљнији подаци о рачунару 520 ST су дати у табели испод.
|                       | |
| [ 1 ]                 | |
| Произвођач            | Атари |
| Тип                   | кућни рачунар                                                                                                 |
| Меморија              | 512 (520 ST/STM), 1 (520 ST+)                                                                                 |
| Поријекло             | Сједињене Америчке Државе                                                                                     |
| Година                | 1985 |
| Тастатура             | тастатура са пуним помаком тастера са нумеричким и едит тастерима                                             |
| Процесор              | |
| Фреквенција процесора | 8 |
| RAM                   | 512 (520 ST/STM), 1 (520 ST+)                                                                                 |
| ROM                   | 192 |
| Текст                 | 40 or 80 стубова x 25 линија                                                                                  |
| Графика               | 320 x 200 / 640 x 200 / 640 x 400 тачака                                                                      |
| Боја                  | 16 од 512 (320 x 200) / 4 од 512 (640 x 200) / монохроматски (640 x 400) задњи мод захтијева посебни монитор. |
| Звук                  | 3 гласа, 8 октава                                                                                             |
| Димензије             | 47 (ширина) x 24 (дубина) x 6 (висина) cm                                                                     |
| Портови               | |
| Оперативни систем     | |